# Alaskan Husky
Mix de Husky  es el nombre otorgado a una categoría o variedad de perros de trineo muy eficientes originarios de Alaska (Estados Unidos).
No existen características fijas de pedigrí, ya que no se considera raza, ni una variación,   sino más bien de propósito. Los conductores de trineo suelen distinguir entre Alaskan husky y cruce de razas, de forma informal, así que es posible que el Alaskan husky tenga un grado de apariencia de perro del norte.
La mayor parte de los Mix de husky tienen las orejas puntiagudas, clasificándose, de hecho, como perros de tipo Spitz.

## Especializaciones
Existen algunas especializaciones dentro de este tipo:
- El Mackenzie River Husky
- El Alaskan Malamute
- Alaskan para carreras de velocidad como el Eurohound
- Alaskan para carreras de larga distancia

Hay que tener en cuenta que en los campeonatos de carreras de trineo, estos perros pueden llegar con el trineo cargado a los 30 km/h y que se corre durante tres días a razón de entre 30 a 50 km diarios.

## Descripción
Los Mix de husky son una mezcla de perros y lobos originarios de Alaska, muy similares a los Husky siberianos, pero generalmente más altos y delgados y de orejas más puntiagudas. Son utilizados generalmente para carreras de media o larga distancia ya que tienen mucha energía y fuerza. No necesitan de un perro guía, pero sí que quien los conduce tenga autoridad sobre ellos, de lo contrario no responderán a las órdenes.
Son de tamaño moderado, con un promedio de 40 a 30 kg para los machos y  de 20 a 30 kg para las hembras.  
El manto puede ser de cualquier color pero sus ojos deben ser marrones, Sin embargo nada de eso importa, debido a que tiene genes de ambas razas (Malamute de Alaska y Husky), no les gusta ladrar; muy mansos con los niños, son buenos guardianes para la familia que los adopte.